# Géza Teleki

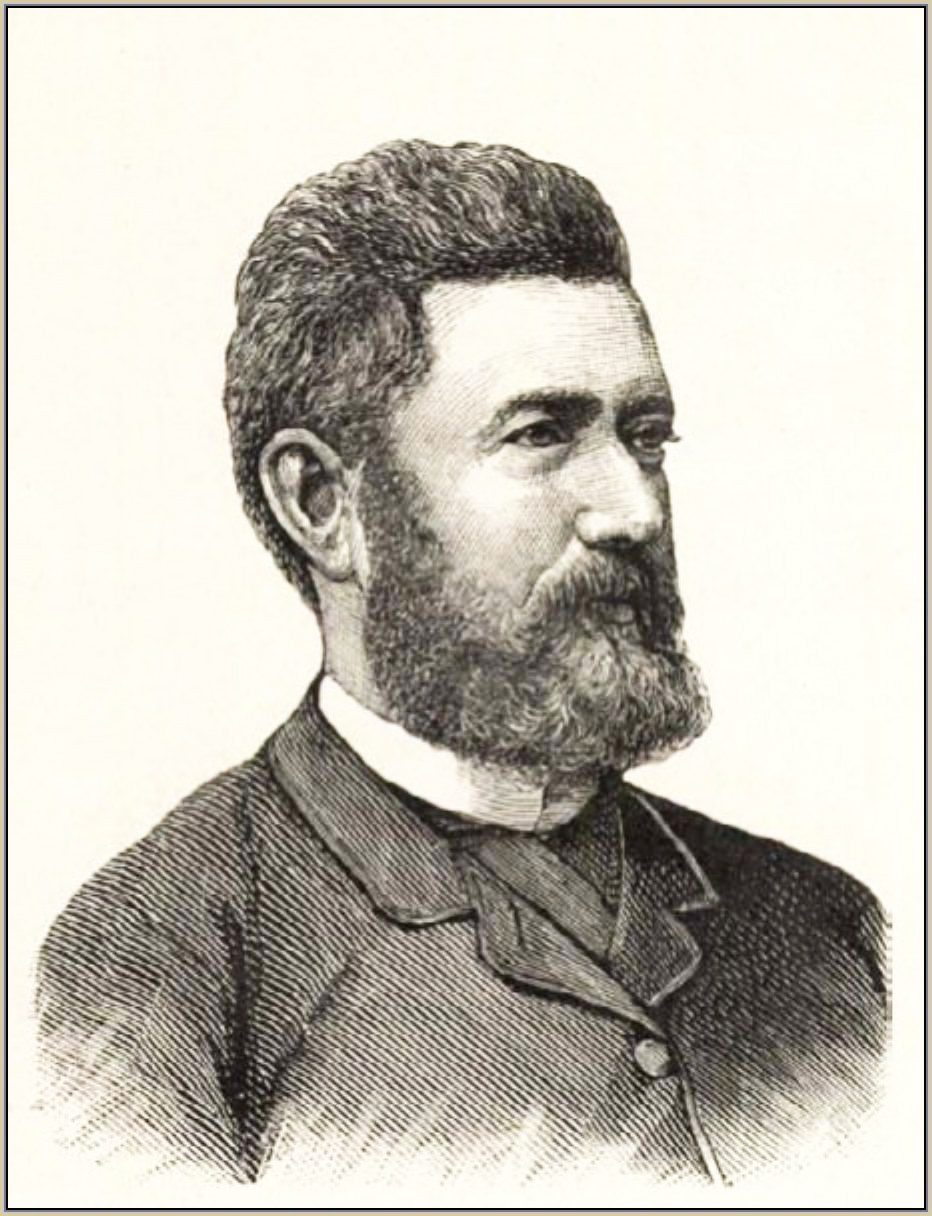
Géza Teleki

Géza Graf Teleki von Szék (* 28. September 1843 in Dés; † 27. September 1913 in Budapest) war ein ungarischer Schriftsteller, Politiker und Innenminister. Er war Vater des späteren Ministerpräsidenten Pál Teleki.

## Leben
Teleki entstammte einem bedeutenden ungarischen Adelsgeschlecht aus Siebenbürgen und besuchte die Wirtschaftsakademie in Hohenheim. Nach dem Jurastudium wurde er im Komitat Szatmár Mitglied des Verwaltungsausschusses. 1875 wurde er als Mitglied der Liberalen Partei Abgeordneter des Ungarischen Reichstags. 1889 wurde er im Kabinett von Kálmán Tisza Innenminister des Königreichs Ungarn. Als Minister arbeitete er eine Reform der Verwaltungsgliederung Ungarns aus. Teleki schied jedoch mit Tiszas Rücktritt als Ministerpräsident bereits im Folgejahr aus der Regierung aus. 1899 wurde er in den Vorstand der Ungarischen Akademie der Wissenschaften gewählt.